# 隈本浩太
隈本 浩太（くまもと こうた、1988年11月24日 - ）は、ジャパンラグビーリーグワン釜石シーウェイブスRFCに所属するラグビー選手。

## プロフィール
- 鹿児島県出身[1]。
- ポジションはフッカー(HO)。
- 身長 172 cm、体重 107 kg
- ニックネームはクマ。

## 略歴
2007年、都城高校卒業後、志學館大学に入る。
2011年、志學館大学卒業後、福岡サニックス（現・宗像サニックスブルース）に加入。
2012年1月15日に行われたジャパンラグビートップリーグ第10節の東芝ブレイブルーパス戦に途中出場で公式戦初出場を果たす。
2022年、釜石シーウェイブスに加入。